# Miloš Kocić
Miloš Kocić (szerbül:Mилoш Koцић, Leskovac, 1985. június 4. –) szerb labdarúgó, jelenleg az OTP Bank Ligában szereplő Győri ETO kapusa.

## Pályafutása

### Juniorcsapatok és főiskola
Kocić az ország felbomlását megelőzően Jugoszláviában született. Pályafutását a Szerb Keleti Ligában kezdte, szülővárosának, a Dubočica Leskovac utánpótlásának tagjaként, mielőtt 2005-ben az Amerikai Egyesült Államokba került.
A St. John's University és a marylandi Loyola College csapataiban játszott egyetemi labdarúgást. Kocic pirosinges volt az USA-ban a St. John's-ban, a Loyolába történő átigazolás előtt. A Loyolában először csak küzdött - 2006-ban ő volt a cserekapus, és az egész szezon alatt mindössze 2 meccsen lépett pályára. A következő két évben nagy léptekkel haladt előre, és utolsó loyolai szezonjában (2008) beválogatták az All-MAAC első csapatába, és szintén tagja volt az Észak-Atlantikus Körzeti csapatnak, továbbá a teljes amerikai második álomcsapatnak is.

### Profi pályafutása
Kocićot a második körben, összesen 21-edikként választotta ki a 2009-es MLS-drafton a DC United, de nem lett azonnal a csapat tagja, miután szülőhazájából is érkeztek ajánlatok, beleértve az FK Crvena zvezda ajánlatát, végül is egy fejlődési szerződést kötött az MLS-szel.
Kocić 2009. április 22-én depütált a D.C. United első csapatában, ez az FC Dallas ellen a US Open Cup keretein belül. Az MLS-ben a következő héten, 2009. május 2-án debütált, szintén az FC Dallas ellen.
A 2009-es szezon után Kocić elhagyta a Unitedet, majd egy sikertelen vizsgálat után második kísérletre a Toronto FC szerződtette a 2009-es szezon végéig. A Torontóban a Vancouver Whitecaps ellen mutatkozott be 2010. június 2-án a kanadai labdarúgókupa keretein belül.
2010 nagy részét a Serbian White Eaglesnél töltötte kölcsönben, az 1-es számot viselte, és őt választották a 2010-es kanadai kupa legjobb kapusának.
Kocić a CONCACAF-bajnokok ligájában 2010. augusztus 24-én mutatkozott be a Toronto csapatával a panamai Árabe Unido ellen. Bő egy hónappal később bemutatkozhatott a ligában is. 2010. október 16-án a Columbus Crew ellen otthon 2-2-es döntetlent játszottak, miután a csapattárs kapus Jon Conwayt a 72. percben kiállították. Egy héttel később Kocić kezdőként is bemutatkozhatott, első meccsét előző csapata, a D.C. United ellen játszotta 2010. október 23-án.
Kocić a 2011-es szezonban július 27-én mutatkozott be a hazai pályán 2-1-re megnyert Real Esteli elleni Bajnokok Ligája-meccsen. Pár héttel később, augusztus 13-án Miloš első ligameccsét játszotta a szezonban, mivel Stefan Frei a héten megsérült egy edzésen, végül ez a Real Salt Lake elleni meccs 1-0-s hazai sikerrel végződött. A 90. percben Kocić lenyűgöző védést mutatott be Will Johnson emelésénél, a mentés végül az MLS Hét Védése díjat is elnyerte.
A 2012-es szezon kezdetén nem volt kétséges, ki lesz a kezdőkapus, mert bár a Los Angeles Galaxy elleni Bajnokok Ligája-negyeddöntő első felvonásán Frei védett, a visszavágón a kezdő Kocić nagyszerű teljesítményt mutatott be, egy héttel később pedig Frei egy edzésen szárkapocscsonttörést szenvedett, és fél évre harcképtelenné vált.
Kocić 2012. december 12-én Ryan Johnsonnal együtt a Portland Timbers csapatához igazolt, az összesített harmadik 2013-as MLS-draftjogért, Joe Bendikért és pénzért cserébe. "Miloš érkezésével fontosnak tartottuk, hogy legyen egy tapasztalt játékosunk kapusposzton", mondta Gavin Wilkinson, a Timbers technikai vezetője.
2014. január 25-én Kocić bejelentette a Twitteren, hogy egy kapusiskolát indít Torontóban, és családi okok miatt visszavonul a labdarúgástól.
2014 júniusában visszatért Európába, és a magyar, Európa-liga-induló Győri ETO csapatába igazolt.

## Magánélete
Kocić a Loyola University Marylanden nemzetközi kereskedelem témakörben diplomázott. Családnevét gyakran hibásan Kočićnak írják.

## Sikerei, díjai

### Toronto FC
- Kanadai Kupa (3): 2010, 2011, 2012

### Egyéni
- Kanadai bajnokság év kapusa: 2010 (a Serbian White Eagles FC tagjaként)

## Fordítás
Ez a szócikk részben vagy egészben  a   Miloš Kocić című angol Wikipédia-szócikk ezen változatának fordításán alapul.  Az eredeti cikk szerkesztőit annak laptörténete sorolja fel. Ez a jelzés csupán a megfogalmazás eredetét és a szerzői jogokat jelzi, nem szolgál a cikkben szereplő információk forrásmegjelöléseként.

## Külső hivatkozások
- MLS játékosprofil